# Proleskia hirta
Proleskia hirta là một loài ruồi trong họ Tachinidae.